# 맥라렌 MP4-23
맥라렌 MP4-23(영어: McLaren MP4-23)은 2008년 포뮬러 원 시즌 동안 보다폰 맥라렌 메르세데스가 사용한 포뮬러 원 레이싱 카이다. 섀시는 Paddy Lowe, Neil Oatley, 팀 고스, Andrew Bailey 및 Simon Lacey가 설계했으며 마리오 일렌은 메르세데스-벤츠 엔진을 설계하였다. 2008년 1월 7일 독일 슈투트가르트에 있는 메르세데스-벤츠 모터 스포츠 박물관에서 공개되었고,동년 1월 9일 스페인의 Circuito Permanente de Jerez에서 처음으로 트랙에 출전하였다.2008년 월드 드라이버 챔피언십에서 루이스 해밀턴이 우승했지만, 페라리가 우승한 컨스트럭터 챔피언십에서 2위를 차지하였다. 이 차는 시즌 동안 라이벌들과 함께 차체에 복잡한 공기 역학적 부속 장치의 시대가 끝났음을 알렸다. 이 시대는 2009년 시즌 출전이 금지되었다.

## 개발
2007년 포뮬러 원 스파이 논란 이후 MP4-23은 2008년 포뮬러 원 시즌이 시작되기 전에 FIA 검사를 받아 페라리 지적 재산이 차량에 있는지 확인하였다.페라리 정보가 2007년 12월 13일 맥라렌의 사과라고 생각했던 것보다 팀 전체에 더 널리 퍼졌다는 사실을 인정하고 상황을 바로 잡기 위한 조치를 취하겠다는 서약을 하자 FIA는 필요가 없다고 결정하였다. 공식적인 청문회를 위해 문제가 종결 된 것으로 간주되었다.
MP4-22의 개정판에는 더 긴 축간거리, 에어 박스에서 "물러나" 윙렛 제거, 메인 프로파일과 엔드 플레이트가 모두 다른 새로운 리어 윙이 포함되었다.
후속 차종은 맥라렌 MP4-24이다.

## 경기 결과
굵게 표시된 결과는 극위치를 나타낸다. 기울임꼴로 표시된 결과는 가장 빠른 랩을 나타낸다.
| 연도   | 팀     | 엔진          | 타이어 | 드라이버      | 1   | 2   | 3   | 4   | 5   | 6   | 7   | 8   | 9   | 10  | 11  | 12  | 13  | 14  | 15  | 16  | 17  | 18  | 점수 | WCC |
| ------ | ------ | ------------- | ------ | ------------- | --- | --- | --- | --- | --- | --- | --- | --- | --- | --- | --- | --- | --- | --- | --- | --- | --- | --- | ---- | --- |
| 2008년 | 맥라렌 | 메르세데스 V8 | B      |               | AUS | MAL | BHR | ESP | TUR | MON | CAN | FRA | GBR | GER | HUN | EUR | BEL | ITA | SIN | JPN | CHN | BRA | 151  | 2nd |
| 2008년 | 맥라렌 | 메르세데스 V8 | B      | 루이스 해밀턴 | 1   | 5   | 13  | 3   | 2   | 1   | Ret | 10  | 1   | 1   | 5   | 2   | 3   | 7   | 3   | 12  | 1   | 5   | 151  | 2nd |
| 2008년 | 맥라렌 | 메르세데스 V8 | B      | Kovalainen    | 5   | 3   | 5   | Ret | 12  | 8   | 9   | 4   | 5   | 5   | 1   | 4   | 10† | 2   | 10  | Ret | Ret | 7   | 151  | 2nd |